# L'âge d'or
L'âge d'or è un film del 1930 diretto da Luis Buñuel.
Si tratta del secondo film del regista spagnolo, anche questo spiccatamente surrealista e sceneggiato insieme a Salvador Dalí, come il precedente Un chien andalou - Un cane andaluso (1929).
È stato proiettato anche in occasione dell'Esposizione internazionale surrealista di Tenerife del 1935.

## Trama[2]
Il film narra i tentativi di una coppia di amanti di "consumare" la propria relazione romantica. Essi però sono continuamente frustrati dai valori borghesi e dai tabù sessuali imposti da istituzioni autoritarie quali famiglia, chiesa, e società. L'âge d'or si compone di sei episodi, tanto differenti ed eterogenei da imporsi come segmenti indipendenti.

### Primo episodio
Il primo segmento è costituito da un documentario entomologico sulla vita degli scorpioni. Le didascalie, oltre ad affermare l'aggressività tipica di questi insetti, ne descrivono alcuni aspetti della coda: "Les pinces rappellent les grosses pattes de l'écrevisse, sont des organes de bataille et d'information; la code peut former cinq articulations prismatiques; La queue se termine par un sixième article vésiculaire réservoir au venin". La coda è formata da cinque articolazioni prismatiche e un sesto elemento impregnato di veleno: così da apparire un'allusione alla struttura del film, con i cinque episodi sommati al prologo provocatorio.

### Secondo episodio
Il secondo segmento è costituito dalla narrazione della vita di stenti condotta da un gruppo di banditi su un'isola. L'elemento centrale di questo episodio è la rappresentazione della spossatezza e della miseria di questi personaggi, in contrapposizione all'energia combattiva degli scorpioni. Poi nella stessa isola arrivano i maiorchini per procedere alla fondazione di una città.

### Terzo episodio
Viene rappresentata la fondazione della città con una cerimonia ufficiale, alla presenza di autorità civili, religiose e politiche. La cerimonia viene interrotta dalle urla di piacere dei due protagonisti, mentre si rotolano nel fango nel teatro del piacere. I due vengono poi separati dalla polizia.

### Quarto episodio
In questo segmento è descritta la vita nella città fondata, che illogicamente sarebbe l'imperiale Roma. Ci si concentra sul protagonista maschile e sul suo arresto, mentre vengono evocate le sue fantasie sessuali, che si intrecciano con quelle della protagonista femminile.

### Quinto episodio
Il segmento più lungo de L'âge d'or si articola in tre sotto-episodi:
1. il ricevimento nella villa del marchese di X;
2. l'amore tra i due protagonisti nel giardino;
3. la frustrazione e la rabbia dell'uomo dopo il tradimento della donna.

Le scene della festa introducono un diverso regime di irrazionalità rispetto alle immagini figurali anomale e agli sketch a sfondo sessuale precedentemente rappresentati: sono stranezze che vengono percepite come normali, o non visibili, o solo un po’ turbative. Esempi: 
- un carro che attraversa la sala della festa;
- una vampata di fuoco nella cucina e la cameriera che si accascia al suolo priva di sensi;
- il cacciatore che uccide il figlio perché gli aveva rubato una sigaretta, fatto che desta stupore in chi li guarda ma non un reale turbamento.

Arrivati nel giardino, non ci sono più ostacoli e i due protagonisti possono abbandonarsi all'eros, ma il meccanismo del desiderio si inceppa: la concreta possibilità del rapporto erotico toglie forza al desiderio, finché la protagonista decide di abbandonare l'uomo per l'anziano direttore di orchestra.

### Sesto episodio
Nell'epilogo, appare per la prima volta un testo di Sade nella storia del cinema occidentale.

## Analisi
Rispetto all'opera precedente, qui è possibile seguire il filo rosso di una storia (l'amore di due giovani ostacolato da varie istituzioni) che arricchisce i piani di lettura: sotto un profilo estetico si presenta come un fiorire continuo di invenzioni stilistiche, assurde, a volte disturbanti; una lettura più testuale suggerisce invece i temi futuri che saranno cari a Buñuel, come l'attacco sornione e acido alle istituzioni borghesi (chiesa, esercito, Stato), quali negazioni violente dell'individuo e della sua natura (qui il debito alla psicoanalisi è notevole). Ad un'analisi attenta il film si presenta come un'evocazione della contraddittorietà, della violenza e della fragilità insite nell'eros.
L'âge d'or evoca dunque un duplice orizzonte di violenza: 
- un orizzonte di deliberata carica trasgressiva che sviluppa una sistematica critica dei valori ufficiali dai toni provocatori, soprattutto contro la religione.
- un orizzonte violento che si contrappone al desiderio e ne organizza la repressione (questo tipo di violenza non è osservato dai surrealisti).

La chiave comunicativa surrealista è qui utilizzata per rendere più incisivi i vari sottotesti, sganciandosi quindi in parte dalla tradizione surrealista pittorica del periodo (il Secondo Manifesto del Surrealismo è dello stesso anno del film, e fu firmato da Dalí e Buñuel).
A parte invenzioni surrealiste di natura più "pittorica", che sembrano giovarsi dell'allora giovane forma d'arte cinematografica e altre di natura morbosa e voyeuristica tipiche di Dalí (come nella scena in cui gli amanti si infilano le dita in bocca l'uno all'altra, per poi ritrovarsele mutilate), sono presenti riletture grottesche e dissacranti della realtà, come i vescovi ridotti a scheletri vestiti ancora degli abiti sacri. Questi ed altri elementi disturbarono non poco le autorità, che reagirono con decisione: il produttore rischiò la scomunica, mentre in Francia il film fu oggetto di un apposito provvedimento che ne proibì la proiezione fin quando, nel 1981, la Gaumont non ottenne il permesso di riportarlo nelle sale francesi, a più di cinquant'anni dalla sua uscita.